# Heteropoda aulica
Heteropoda aulica este o specie de păianjeni din genul Heteropoda, familia Sparassidae. A fost descrisă pentru prima dată de L. Koch, 1878. Conform Catalogue of Life specia Heteropoda aulica nu are subspecii cunoscute.